# MCAD
Un MCAD (sigla di Mechanical CAD) è un pacchetto CAD orientato alla meccanica.

## Pacchetti MCAD più diffusi

### Software libero
- FreeCAD
- BRL-CAD

### Software proprietario
- CATIA
- MicroStation (Bentley)
- NX (software) (Siemens PLM Software (ex-UGS))
- Creo (Pro/ENGINEER fino al 2012) (PTC)
- Solid Edge
- SolidWorks
- Autodesk Inventor